# Mauremys
Mauremys là một chi của rùa thuộc họ Rùa đầm (Geoemydidae). Những loài rùa này phân bố khắp Châu Âu, Châu Phi và Châu Á.
Chi này được Gray mô tả năm 1869

## Loài
Chín loài sau đây được công nhận:
- Rùa Trung bộ - (Mauremys annamensis) (Siebenrock, 1903)
- Mauremys caspica (Gmelin, 1774)
- Mauremys japonica (Temminck & Schlegel, 1834)
- Mauremys leprosa (Schweigger, 1812)
- Mauremys mutica (Cantor, 1842)
- Mauremys nigricans (Gray, 1834)
- Mauremys reevesii (Gray, 1831)
- Mauremys rivulata (Valenciennes, 1833)
- Mauremys sinensis (Gray, 1834)